# Teenage Fanclub
Teenage Fanclub est un groupe de rock britannique, originaire de Bellshill, en Écosse.

## Biographie
Teenage Fanclub commence sa carrière en 1989 à Bellshill près de Glasgow en Écosse, après la séparation de The Boy Hairdressers (un premier groupe actif de 1986 à 1989, dans le style pop californienne, n'ayant sorti qu'un maxi 45 tours sur le label 53rd & 3rd de Stephen Pastel, fondé à Bellshill dans le North Lanarkshire et comprenant déjà Norman Blake et Raymond McGinley).
Peu connu en France, Teenage Fanclub  est un des groupes culte de la scène pop/rock indépendante britannique. Ses influences sont à rechercher du côté des États-Unis (mélodies cristallines et chant rappelant Big Star, les Byrds et les Beach Boys) mais aussi à Glasgow même, les guitares souvent saturées rappelant à l'occasion The Jesus and Mary Chain, l'un des grands groupes écossais des années 1980.
Leur album le plus connu reste sans doute à ce jour Bandwagonesque, sorti en 1991 chez Creation Records. L'album est élu album de l'année par le magazine Spin, devant des opus tels que Loveless de My Bloody Valentine, Out of Time de R.E.M., ou encore Nevermind de Nirvana. Vingt ans après, l'écoute de Bandwagonesque confirme que cet album fait partie de la catégorie de ceux qui ne vieillissent pas. Pas particulièrement salué par la critique française de l'époque, Bandwagonesque peut être aujourd'hui considéré comme un des grands albums de la pop britannique des années 1990.
En 1993, ils participent à la bande originale du film Judgment Night avec le groupe de rap De La Soul. Les trois membres permanents du groupe depuis sa création sont Norman Blake, Raymond McGinley et Gerard Love. Ils sont également actifs dans d'autres formations, dont la plus connue est sans doute les BMX Bandits. Grand Prix (1995), le cinquième album de Teenage Fanclub, est un succès critique et commercial au Royaume-Uni.
Le groupe se lance dans un neuvième album en août 2008, aux studio Leeders Farm de Norfolk. Il s'intitule Shadows, et est le premier à faire participer le claviériste Dave McGowan comme membre à plein temps. Il est publié à leur propre label, PeMa, en Europe, en Australasie et au Japon le 31 mai 2010, et à Merge Records en Amérique du Nord le 8 juin 2010.
Leur album, Here, est paru le 9 septembre au Royaume-Uni, et en France le 14 septembre 2016.
En 2018, Gerard Love quitte le groupe pour divergence d'opinion au sujet des tournées internationales. Euros Childs rejoint le groupe l'année suivante, au moment de l'enregistrement de "Endless Arcade". Avec la pandémie de Covid-19, l'album sortira finalement en 2021 et sa tournée de promotion maintes fois repoussée.

## Membres

### Membres actuels
- Norman Blake - chant, guitare (depuis 1989)
- Raymond McGinley - chant, guitare (depuis 1989)
- Francis MacDonald - batterie, chant (1989, depuis 2000)
- Dave McGowan - claviers, guitare (depuis 2004)
- Euros Childs - piano, chant (depuis 2019)

### Anciens membres
- Gerard Love - chant, basse (1989-2018)
- Brendan O'Hare - batterie (1989-1994)
- Paul Quinn - batterie (1994-1999)
- Finlay MacDonald - claviers, guitare, chant, basse (1997-2001)

## Discographie

### Albums studio
- 1990 : A Catholic Education
- 1991 : The King
- 1991 : Bandwagonesque
- 1993 : Thirteen
- 1995 : Grand Prix
- 1997 : Songs from Northern Britain
- 2000 : Howdy!
- 2002 : Words of Wisdom and Hope (Teenage Fanclub & Jad Fair)
- 2005 : Man-Made
- 2010 : Shadows
- 2016 : Here
- 2021 : Endless Arcade
- 2023 : Nothing Lasts Forever

### Compilation & Live
- 1995 : Deep Fried Fanclub (compilation de raretés & singles du début de leur carrière)
- 2003 : Four Thousand Seven Hundred and Sixty-Six Seconds - A Shortcut to Teenage Fanclub (Compilation inclus 3 inédits "Did I Say", "Empty Space" et "The World'll Be OK")

### Singles
- Everything Flows (7" UK 1990, CDS US 1991)
- Everybody's Fool (7") (1990)
- The Ballad of John & Yoko (1990)
- God Knows It's True (1990)
- Star Sign (1991) #44 UK
- The Concept (1991) #51 UK
- The Peel Sessions (1991)
- What You Do to Me (EP) - (1992) #31 UK
- Free Again / Bad Seeds (7") - (1992)
- Radio - (1993) #31 UK
- Norman 3 (1993) #50 UK
- Hang On (1994)
- Fallin (1994) #59 UK
- Mellow Doubt (1995) #34 UK
- Sparky's Dream (1995) #40 UK
- Neil Jung (1995) #62 UK
- Ain't That Enough (1997) #17 UK
- I Don't Want Control of You (1997) #43 UK
- Start Again (1997) #54 UK
- I Need Direction (2000) #68 UK
- Dumb Dumb Dumb (2001)
- Association (2004) #75 UK
- Fallen Leaves (2005), limité à 2000 exemplaires
- It's All In My Mind (2005)
- I'm in love (2016)